# Stabulation (agriculture)
Pour les articles homonymes, voir Stabulation et Stalle (homonymie).

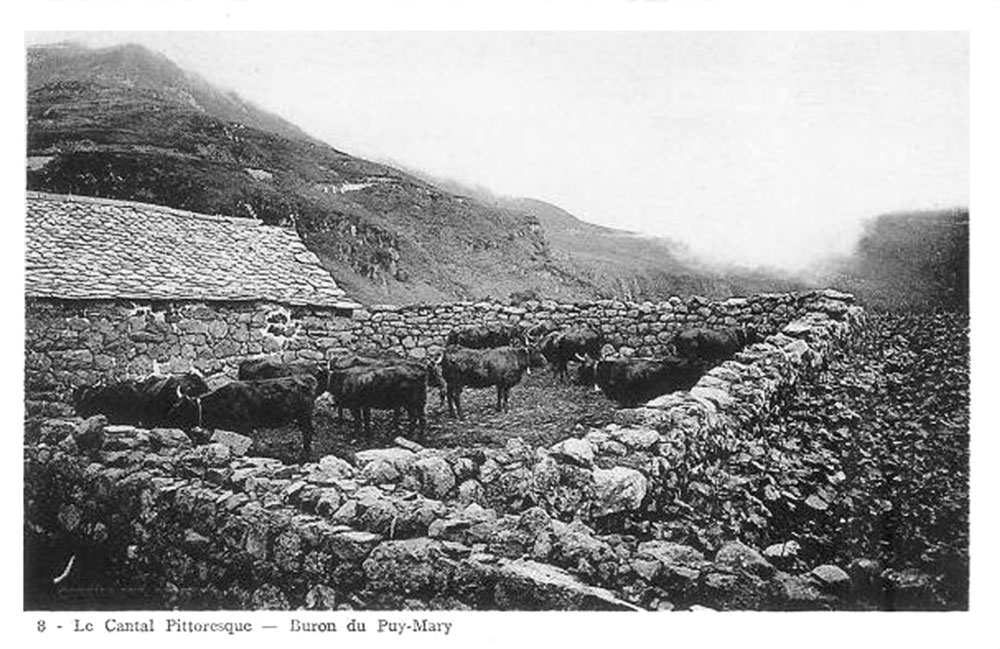
Stabulation temporaire de bovins au début du XXe siècle

Le bétail est dit en stabulation lorsqu'il est maintenu, saisonnièrement ou en permanence, dans un espace restreint et clos, couvert ou non. Les bâtiments ou parcs enclos dévolus à la stabulation s'emploient dans plusieurs types d'élevages : bovins, ovins, caprins…

## Étymologie
Emprunté au latin stabulatio (séjour dans l'étable), et de stabulum (séjour, étable, écurie, bergerie…). 

## À l'étable
Les régions tempérées ou froides principalement (mais aussi la spécialisation des élevages) ont contraint les éleveurs à garder les animaux d'élevage en intérieur[réf. nécessaire], et ainsi à développer différents modes d'élevage répondant au mieux-être des éleveurs et du bétail selon les différents stades de développement (croissance, gestation et production). Il en existe trois méthodes principales : la stabulation entravée, la stabulation en petit enclos et la stabulation libre.

### Stabulations entravées traditionnelles
Les animaux, principalement les vaches, sont attachées dans des stalles. Ils ont généralement la liberté de se lever et de se coucher mais ne peuvent se déplacer. Ce système permet un nettoyage, la traite et l'alimentation manuelle ou automatisée au même endroit.

### Stabulation en petit enclos ou en cage

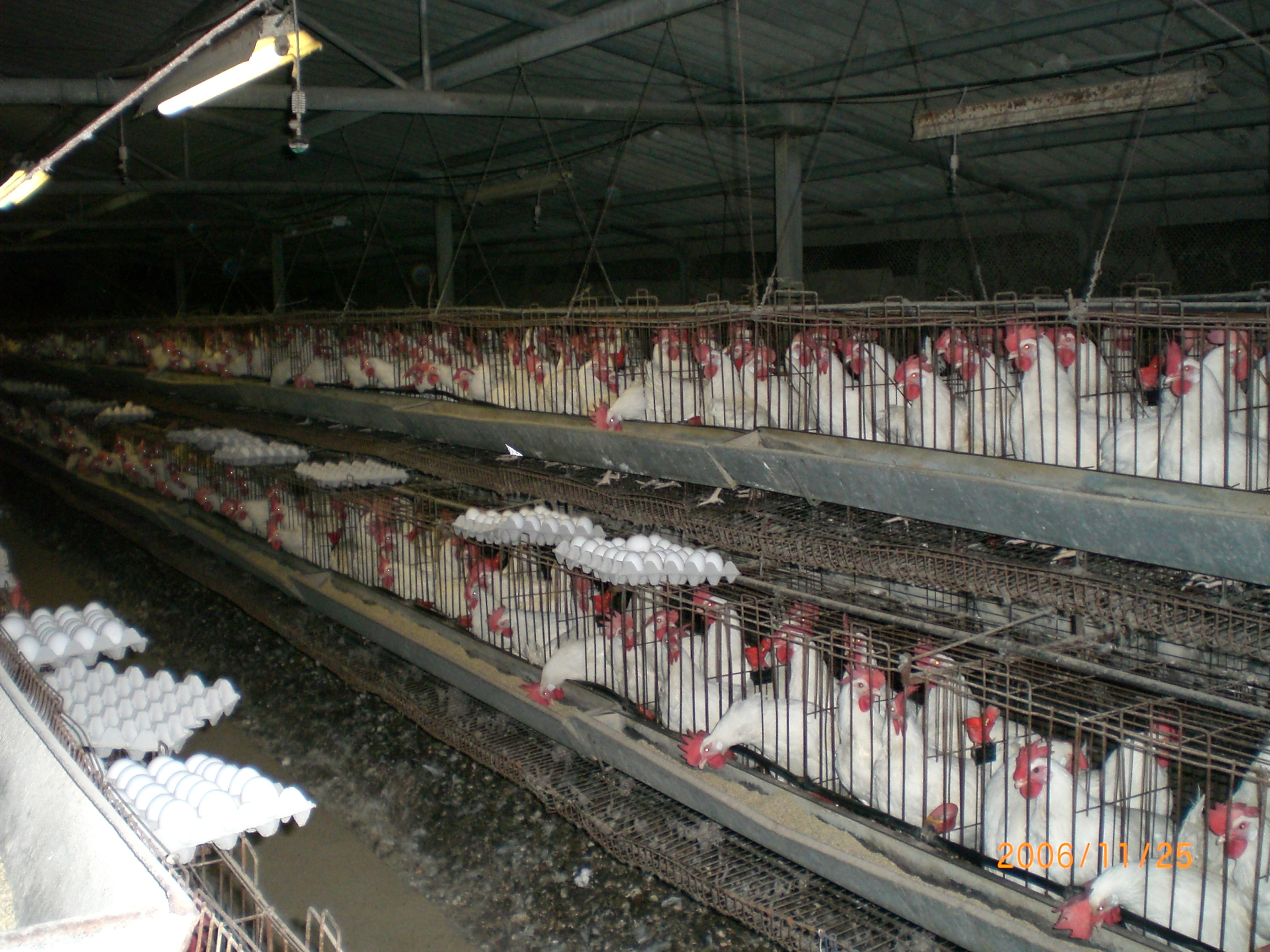
Poules pondeuses élevées en cage (élevage en batterie)

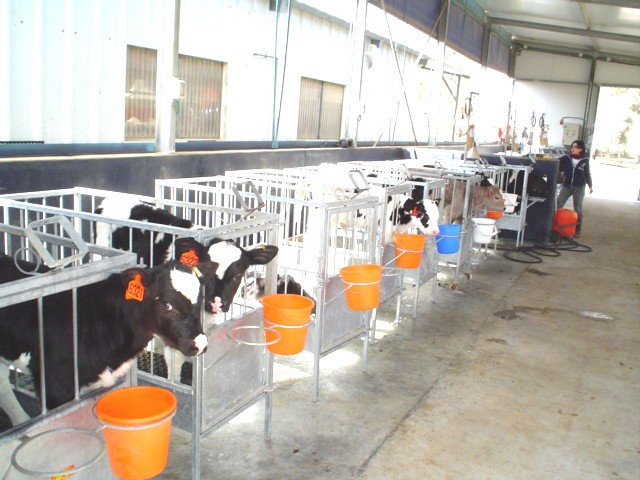
Veaux en petit enclos

Les chevaux, les veaux, les porcelets et les poules pondeuses confinés à l'intérieur d'un bâtiment disposent d'un petit enclos où ils peuvent évoluer ou d'une cage où l'espace dévolu est restreint. 

### Stabulation libre

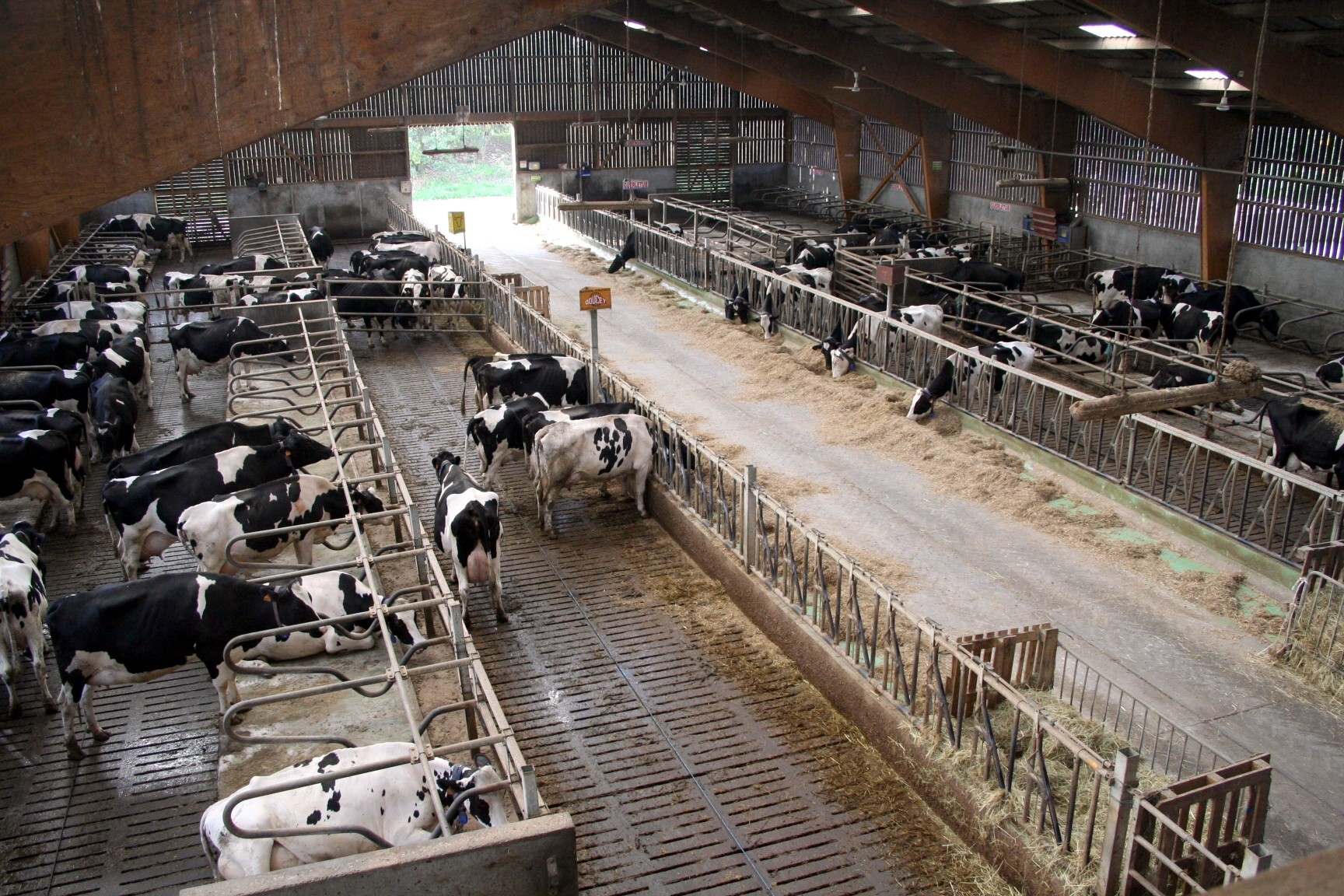
Vaches laitières en stabulation libre dans l'étable de la ferme expérimentale de l'école d'agriculture de Grignon (Thiverval-Grignon, Yvelines).

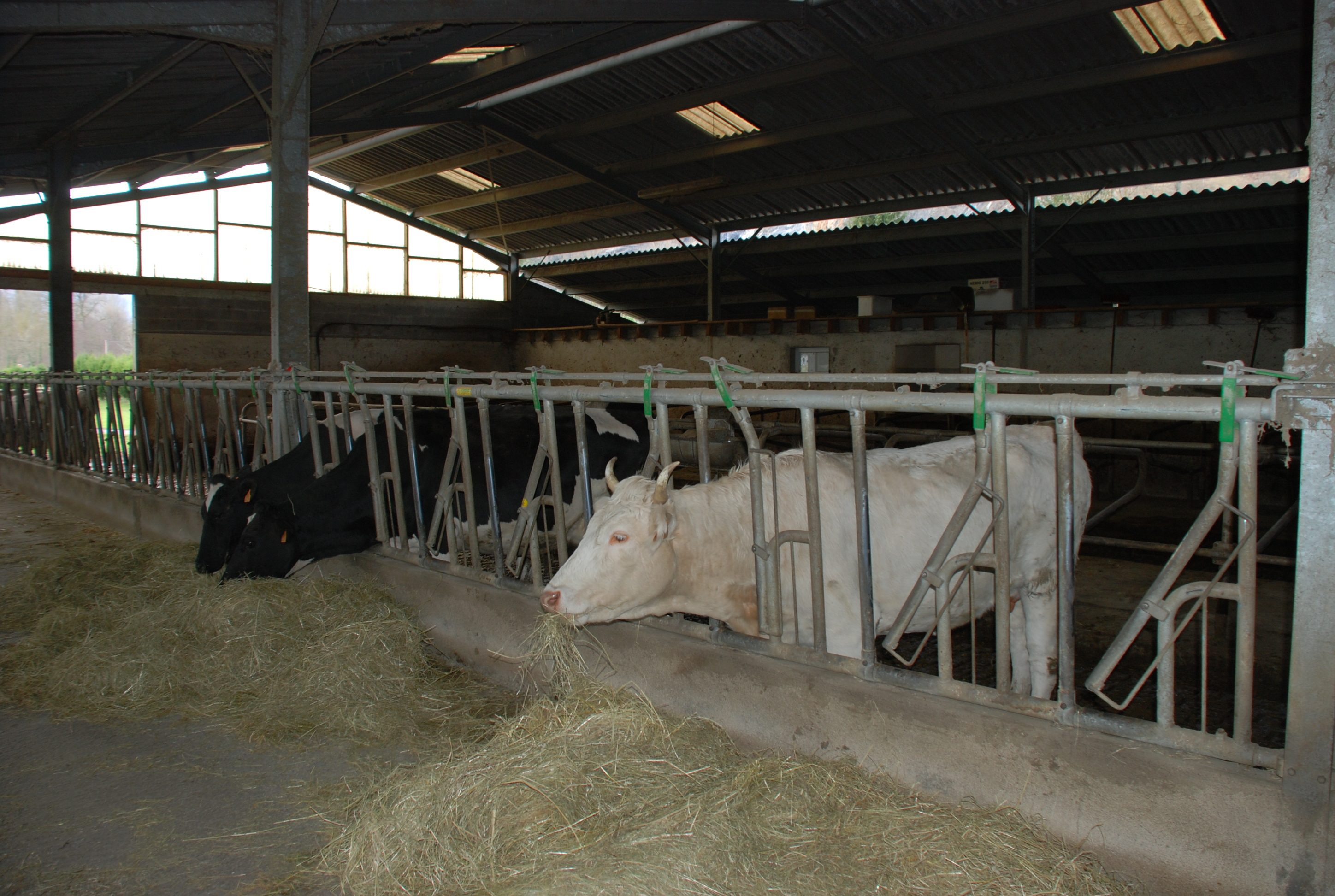
Les animaux, ici des vaches, viennent s'alimenter au cornadis quand ils le veulent.

Les animaux (vaches, brebis, chèvres, bufflonnes, chevaux…) ont libre accès à leur stalle mais n'en demeurent pas moins confinés à l'intérieur d'un parc. Maintenant que les animaux comme certains bovins ont été soumis à une intense sélection autant pour leur quantité de production que pour leur caractère, les systèmes d'élevages à stabulation libre prennent tout leur sens puisqu'ils redonnent une certaine liberté de mouvement aux animaux. Chez les vaches laitières, la stabulation libre aura été favorable à une plus grande mécanisation de l'alimentation des animaux, de la traite et du nettoyage des bâtiments.

## En plein-air

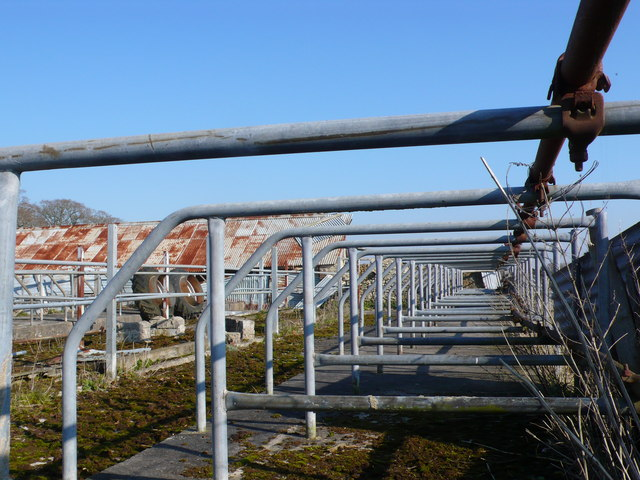
Infrastructures d'un élevage en stabulation à l'air libre avec stalles

La méthode d'élevage en stabulation à l'air libre reprend les caractéristiques de la stabulation libre avec stalles ou sans. Les bêtes se doivent d'être rustiques si celle-ci est employée durant l'hiver.